# U-78 (tàu ngầm Đức) (1940)
U-78 là một tàu ngầm tấn công  Lớp Type VII thuộc phân lớp Type VIIC được Hải quân Đức Quốc Xã chế tạo trong Chiến tranh Thế giới thứ hai. Nhập biên chế năm 1941, nó không tham gia tác chiến mà chỉ hoạt động huấn luyện trong thành phần Chi hạm đội U-boat 22. Khi cuộc xung đột đi vào giai đoạn kết thúc vào tháng 3, 1945, nó được điều sang Chi hạm đội U-boat 4, rồi bị hỏa lực pháo binh Liên Xô đánh chìm tại Pillau, Đông Phổ vào ngày 16 tháng 4, 1945, trở thành tàu ngầm U-boat duy nhất bị đánh chìm bởi hỏa lực trên bộ trong Thế Chiến II.

## Thiết kế và chế tạo

### Thiết kế

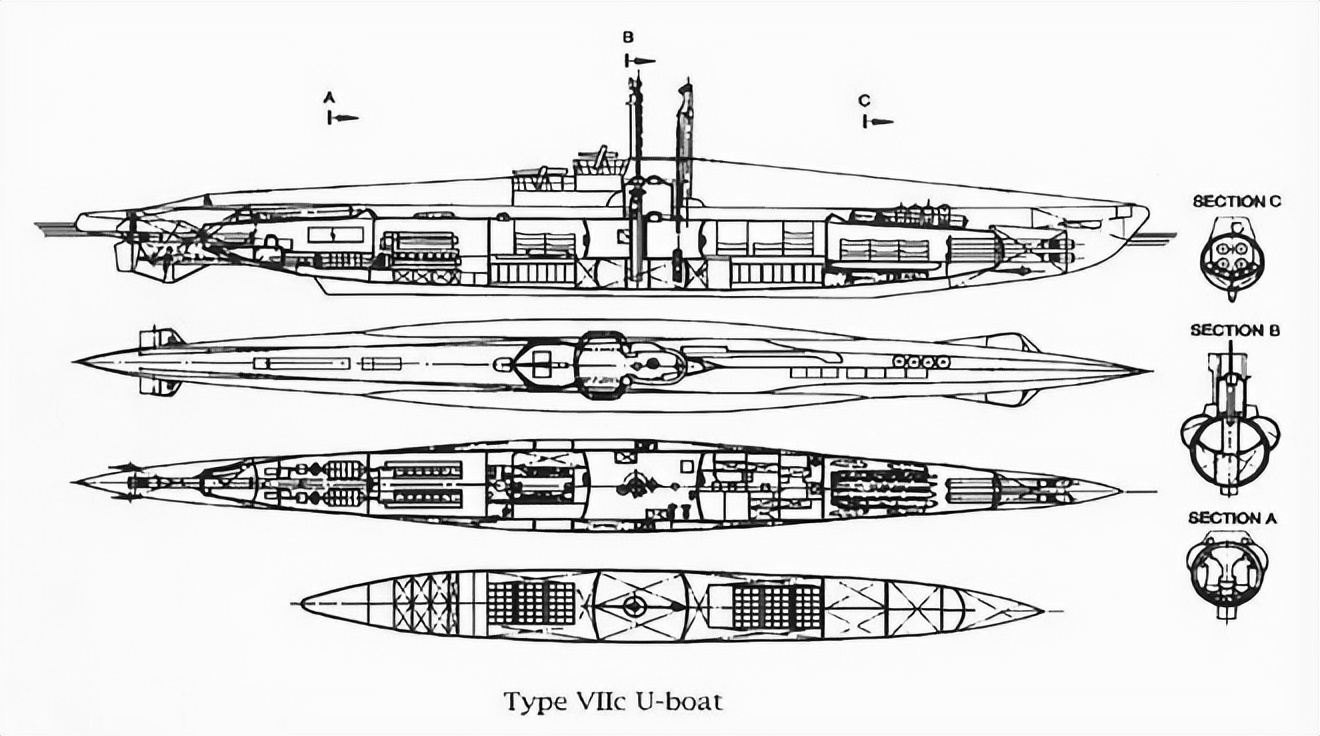
Sơ đồ các mặt cắt một tàu ngầm Type VIIC

Phân lớp VIIC của Tàu ngầm Type VII là một phiên bản VIIB được kéo dài thêm. Chúng có trọng lượng choán nước 769 t (757 tấn Anh) khi nổi và 871 t (857 tấn Anh) khi lặn). Con tàu có chiều dài chung 67,10 m (220 ft 2 in), lớp vỏ trong chịu áp lực dài 50,50 m (165 ft 8 in), mạn tàu rộng 6,20 m (20 ft 4 in), chiều cao 9,60 m (31 ft 6 in) và mớn nước 4,74 m (15 ft 7 in).
Chúng trang bị hai động cơ diesel Germaniawerft F46 siêu tăng áp 6-xy lanh 4 thì, tổng công suất 2.800–3.200 PS (2.100–2.400 kW; 2.800–3.200 bhp), dẫn động hai trục chân vịt đường kính 1,23 m (4,0 ft), cho phép đạt tốc độ tối đa 17,7 kn (32,8 km/h), và tầm hoạt động tối đa 8.500 nmi (15.700 km) khi đi tốc độ đường trường 10 kn (19 km/h). Khi đi ngầm dưới nước, chúng sử dụng hai động cơ/máy phát điện AEG GU 460/8–27  tổng công suất 750 PS (550 kW; 740 shp). Tốc độ tối đa khi lặn là 7,6 kn (14,1 km/h), và tầm hoạt động 80 nmi (150 km) ở tốc độ 4 kn (7,4 km/h). Con tàu có khả năng lặn sâu đến 230 m (750 ft).
Vũ khí trang bị có năm ống phóng ngư lôi 53,3 cm (21 in), bao gồm bốn ống trước mũi và một ống phía đuôi, và mang theo tổng cộng 14 quả ngư lôi, hoặc tối đa 22 quả thủy lôi TMA, hoặc 33 quả TMB. Tàu ngầm Type VIIC bố trí một hải pháo 8,8 cm SK C/35 cùng một pháo phòng không 2 cm (0,79 in) trên boong tàu. Thủy thủ đoàn bao gồm 4 sĩ quan và 40-56 thủy thủ.

### Chế tạo
U-78 được đặt hàng vào ngày 25 tháng 1, 1939, và được đặt lườn tại xưởng tàu của hãng Bremer Vulkan-Vegesacker Werft tại Bremen-Vegesack vào ngày 28 tháng 3, 1940. Nó được hạ thủy vào ngày 7 tháng 12, 1940, và nhập biên chế cùng Hải quân Đức Quốc Xã vào ngày 15 tháng 2, 1941 dưới quyền chỉ huy của Hạm trưởng, Đại úy Hải quân Alfred Dumrese.

## Lịch sử hoạt động
Sau khi nhập biên chế, I-78 không tham gia bất kỳ hoạt động tác chiến nào. Nó chỉ thuần túy hoạt động huấn luyện trong thành phần Chi hạm đội U-boat 22 cho đến ngày 1 tháng 3, 1945.
Vào giai đoạn cuộc xung đột sắp kết thúc, Hải quân Đức đối diện với tình trạng thiếu hụt tàu ngầm còn khả năng hoạt động, nên bắt đầu huy động những chiếc thuộc các vai trò khác nhau, bao gồm huấn luyện. Vì vậy U-78 được điều động sang Chi hạm đội U-boat 4 từ ngày 1 tháng 3, 1945. Tuy nhiên chiếc tàu ngầm chưa thực hiện được chuyến tuần tra nào trong chiến tranh khi nó bị hỏa lực pháo binh Liên Xô đánh chìm tại cảng Pillau, Đông Phổ (nay là Baltiysk thuộc tỉnh Kaliningrad, Liên Bang Nga) vào ngày 16 tháng 4, 1945.